# НХА сезон 1910
НХА у сезоні 1910 — 1-й регулярний чемпіонат НХА. Сезон тривав з 5 січня по 15 березня 1910. Переможцем Кубку Стенлі став клуб «Монреаль Вондерерс» (четверта перемога), до цього Кубок Стенлі розігрували клуби Східної канадської хокейної асоціації.

## Підсумкова таблиця
| Команда               | І  | В  | П  | Н | ШЗ | ШП  | Очки |
| --------------------- | -- | -- | -- | - | -- | --- | ---- |
| Монреаль Вондерерс    | 12 | 11 | 1  | 0 | 91 | 41  | 22   |
| Оттава Сенаторс       | 12 | 9  | 3  | 0 | 89 | 66  | 18   |
| Ренфрю Креймері Кінгс | 12 | 8  | 3  | 1 | 96 | 54  | 17   |
| Кобалт Сілвер Кінгс   | 12 | 4  | 8  | 0 | 79 | 104 | 12   |
| Гейлбюрі Кометс       | 12 | 4  | 8  | 0 | 77 | 83  | 12   |
| Монреаль Шамрокс      | 12 | 3  | 8  | 1 | 52 | 95  | 7    |
| Монреаль Канадієнс    | 12 | 2  | 10 | 0 | 59 | 100 | 4    |

## Фінал Кубка Стенлі
| 12 березня, 1910                       | Берлін | 3–7 | Монреаль Вондерерс |
| Монреаль Вондерерс здобув Кубок Стенлі |        |     |                    |